# Ануттараштика
Ануттараштика — древнеиндийский текст на санскрите, написанный Абхинавагуптой. Важный текст кашмирского шиваизма.
Этот гимн  (его еще называют padya-navaka, то есть «девятистрофник») посвящен Шиве в его самой грозной, ужасной ипостаси Бхайравы. Вместе с тем, именно этот лик Шивы считается одним из наиболее точных: именно «bhairava-vaktra», то есть «рот»,"уста» в виде Бхайравы как раз и обеспечивают адепту вхождение в поле, где соединение Шивы с его энергией остается наиболее тесным.
Абхинавагупта говорит о том сладостном нектаре, ради котopoгo боги пахтали вселенский океан. Это именно «напиток бессмертия» (amrita), антидот, лекарство от смерти.
С одной стороны, в этом легко увидеть проповедь гедонизма (тем более, что мы понимаем, сколь легко и соблазнительно накладываются подобные образы на реально существовавшие экстатические практики шиваитов). Однако на самом деле смысл одновременно и глубже, и проще:
«оставайся самим собою», — то есть тем, кто ты уже и так есть.